# La Pueblanueva
La Pueblanueva è un comune spagnolo di 2 304 abitanti situato nella comunità autonoma di Castiglia-La Mancia.